# Холмгрен, Пол
Пол Холмгрен (англ. Paul Holmgren; 2 декабря 1955, Сент-Пол, штат Миннесота, США) — профессиональный американский хоккеист, нападающий. На драфте ВХА выбран в 1974 году под номером 67 командой Эдмонтон Ойлерс. На драфте НХЛ выбран под 108 номером в 1975 году командой Филадельфия Флайерз.
В качестве главного тренера работал в командах Филадельфия Флайерз и Хартфорд Уэйлерс. Являлся генеральным менеджером сборной команды США по хоккею на чемпионате мира 2006 года и Зимних Олимпийских Играх 2006. С ноября 2006 по май 2014 года занимал пост генерального менеджера команды Филадельфия Флайерз, пока не был повышен до президента клуба.